# Jadralke
Jadralke (znanstveno ime Rhacophoridae) je številna družina 2-8 cm velikih žab, ki živijo na drevju in grmovju v deževnem pragozdu, v savanah v Afriki in v jugovzhodni Aziji. Številne vrste so pisano obarvane, na prstih imajo oprijemalne ploščice. Nekatere vrste imajo med prsti široko kožico, ki jim omogoča jadranje na krajše razdalje med drevesnimi krošnjami.
Pomembnejši predstavnici te družine sta:
- Jadralka (Rhacophorus reinwardtii), ki je zgoraj zeleno in spodaj rumeno obarvana, živi pa na Javi in Borneu;
- Pojoča žaba (Rhacophorus beurgeri), ki je 5-6 cm velika žaba iz Japonske. Telo je zelenkasto do rumenkasto sivo s temnimi lisami. Oglašanje spominja na ščebetanje ptic.